# Burg Velseck
Die abgegangene Burg Velseck, auch Velsegg oder Völsegg, war eine hochmittelalterliche Hangburg der Herren von Tiers (Herren von Velseck) im Tierser Tal in Südtirol (Italien).

## Lage

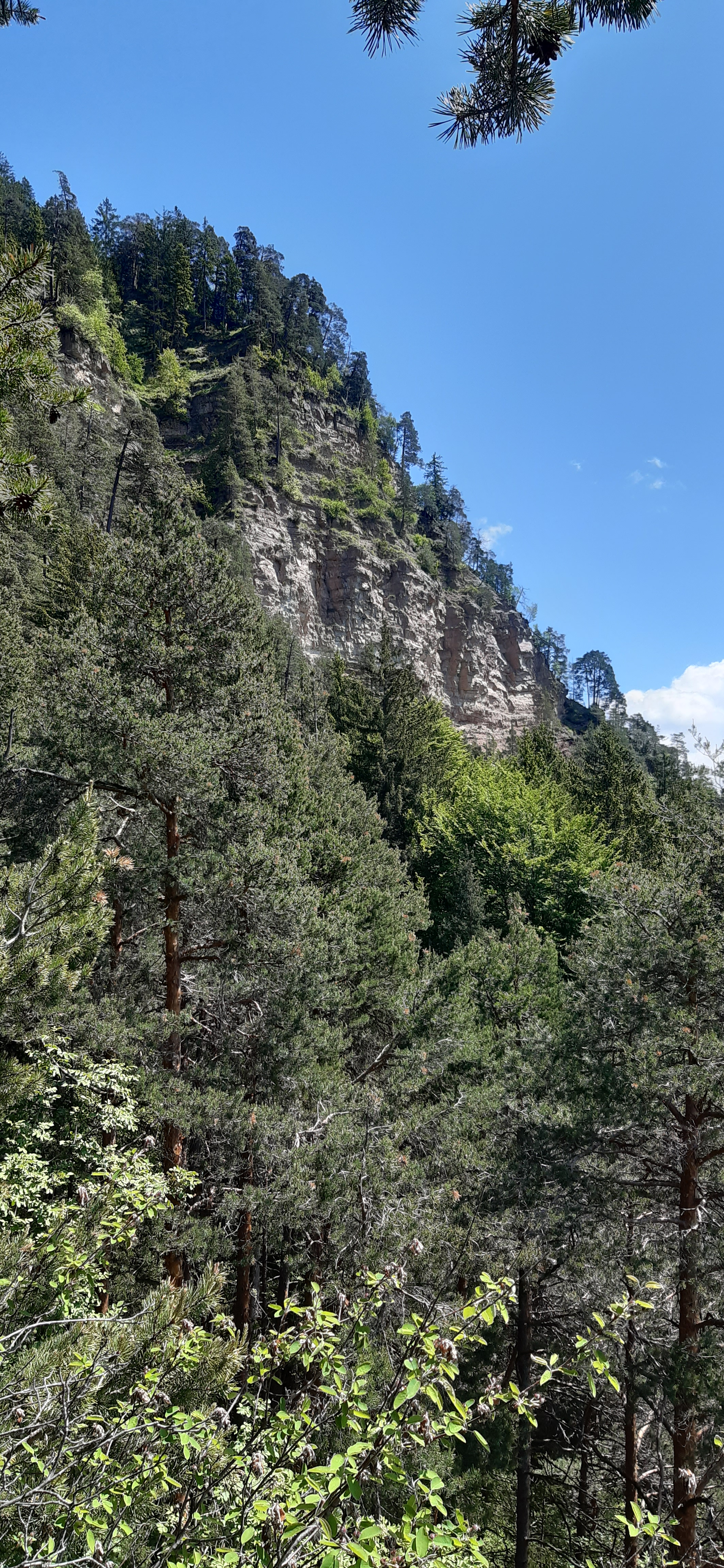
Die steile Abbruchkante der Geröllschlucht des Ritzbaches Richtung Ansitz Velseck hin, die steil und tief einschneidend von der Völseggspitze ins Tierser Tal verläuft. Die Burg Velseck als Hangburg ist im 15. Jahrhundert hier hinein abgebrochen.

Die Burg und der spätere Ansitz befand sich in erhöhter Lage auf der orographisch rechten Seite des Tierser Tales, einem vom Eisacktal zum Rosengarten in west-östliche Richtung verlaufenden Seitental, an der Westflanke der Völsegg-Spitze in der Schlerngruppe. Die Burg stand nahe des heutigen Velsegger Hofes in der Gemeinde Tiers, hart an einer Abbruchkante des Ritzbaches.

## Geschichte

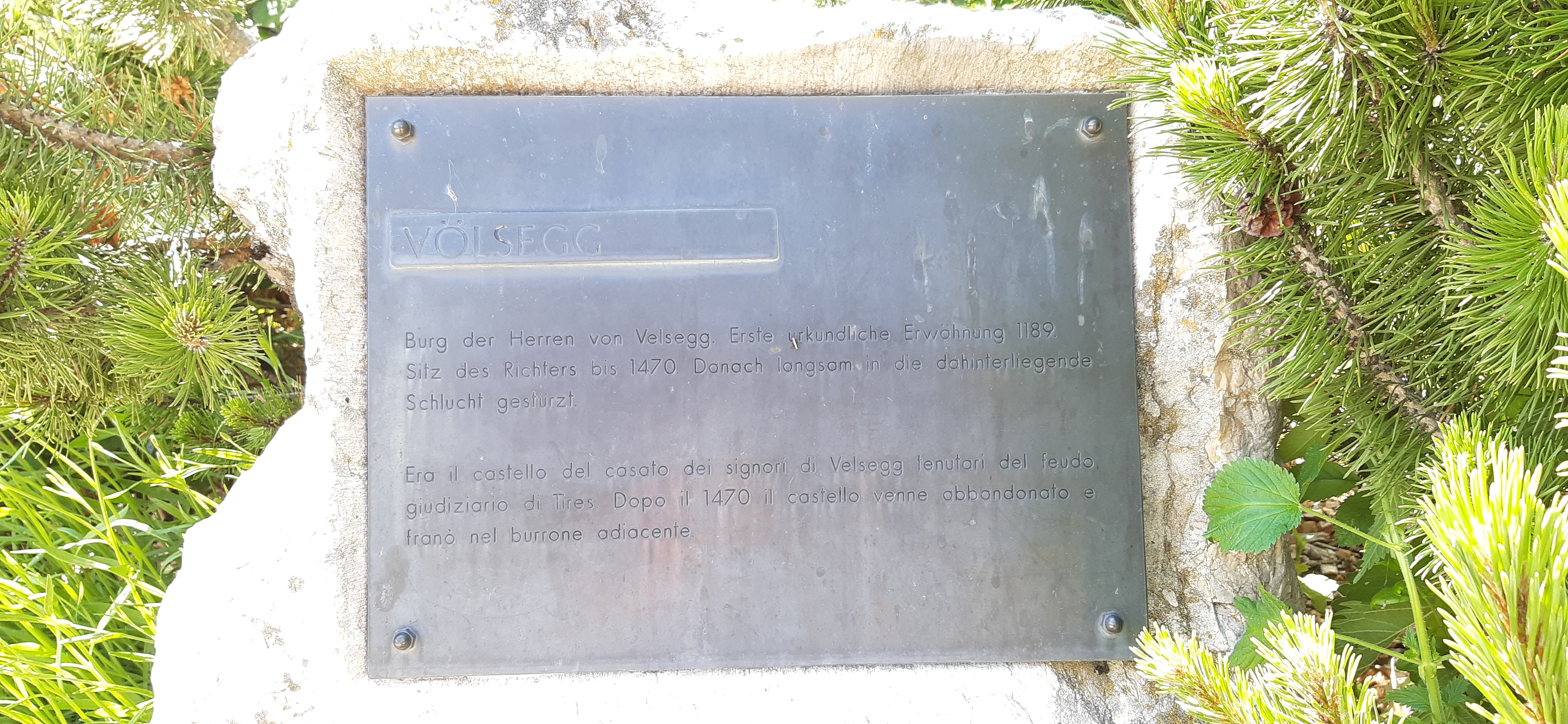
Infotafel am Eingang zum heutigen Ansitz Velseck

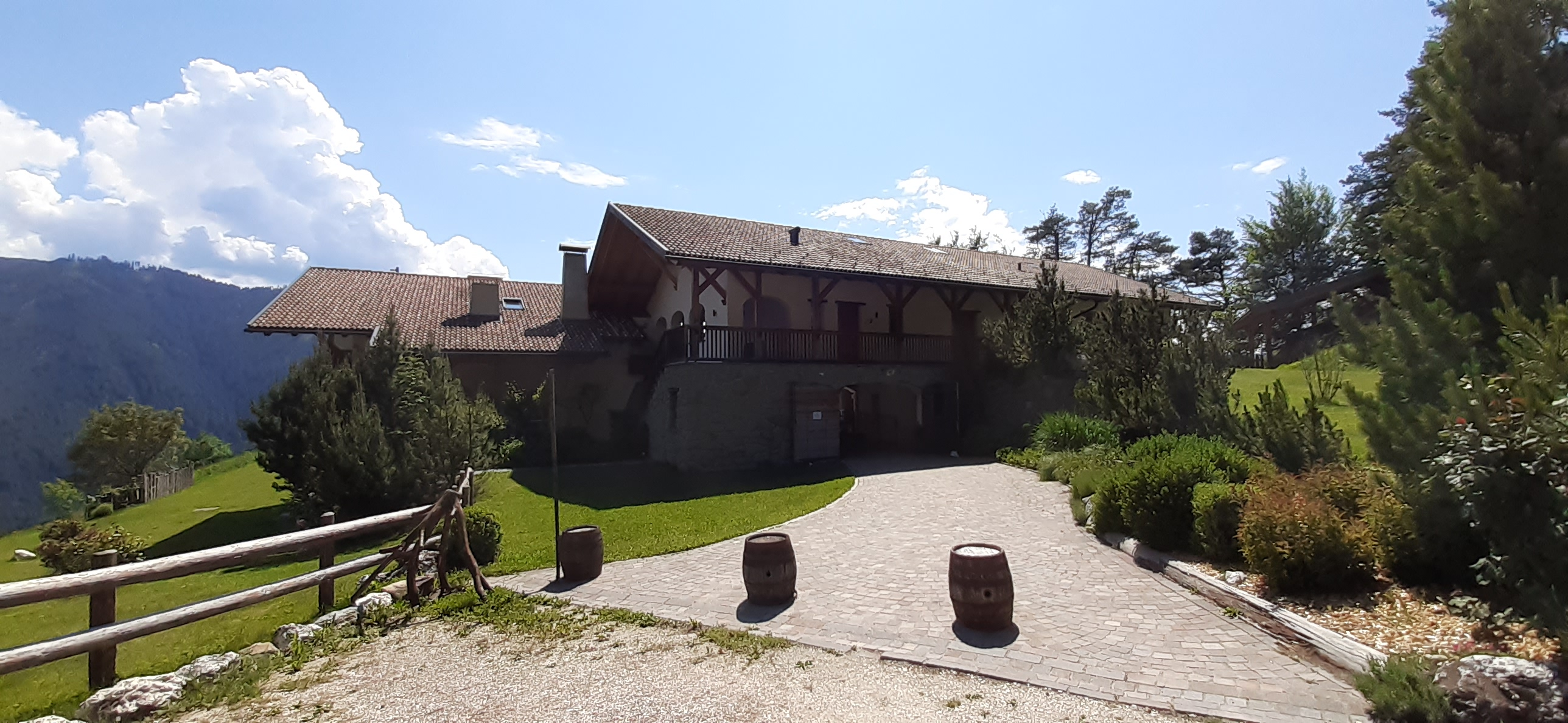
Der Zugang zum heutigen Ansitz mit Grundmauerresten des alten Ansitzes Neu-Velseck; rechts im Bild die Burgbrunnenreste

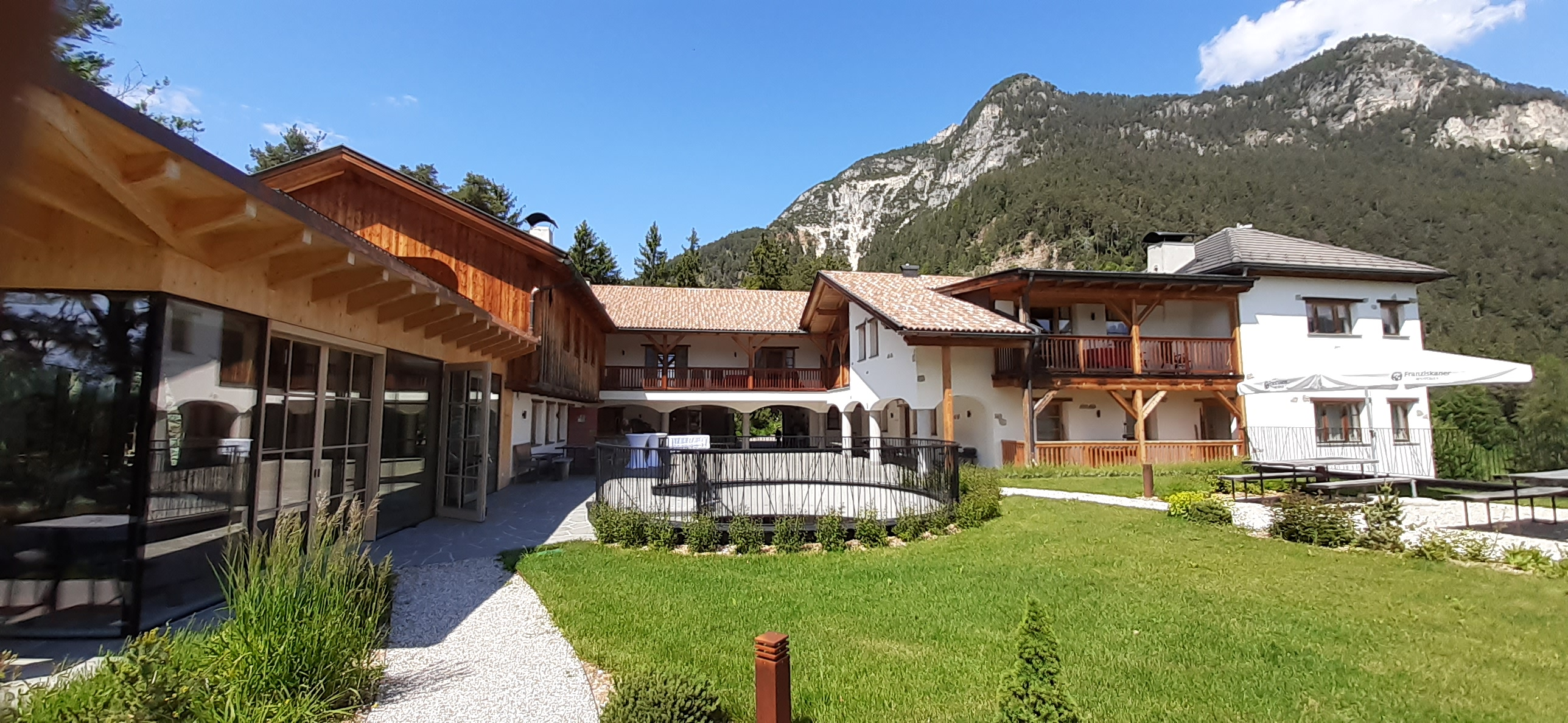
Der völlig neu- und umgebaute Ansitz Velseck aus dem frei zugänglichen Innenhof heraus fotografiert. Die Burg lag etwa in Bildmitte dahinter. Mittig im Hintergrund die Völseggspitze (1843 m); rechts am Bildrand der eigentlich tiefere Tschafon (1743 m).

Die Burg wurde um 1160 erbaut. Die Herren von Tiers waren Ministeriale der Brixener Bischöfe und scheinen um 1160 mit Morunch und Berthold von Tiers erstmals urkundlich auf. Spätestens ab 1190 mit Gottschalcus I. de Velseck benannten sie sich nach dann nach der Burg. Um die Burg und mit dem Ort Tiers entwickelte sich seit dem 13. Jahrhundert ein eigener Gerichtsbezirk. Die hohe Gerichtsbarkeit wurde aber lange von den Herren von Völs beansprucht. 1302 verzichtete Reimprecht von Völs auf alle Ansprüche gegen einen Georg von Velseck. Für 1306 ist urkundlich belegt, dass sieben Adlige Velser um Aufnahme in die Burg baten und die Velsecker Burg zu einer Ganerbenburg wurde. 1324 kam es neuerlich zum Streit, diesmal erhielten die Völser die hohe Gerichtsbarkeit über Tiers. 1338 ist urkundlich, dass die Ganerben untereinander Anteile an Burg und Gericht veräußerten. 1370 erhielt Kaspar von Velseck durch eine Verzichtsurkunde der Völser auch die Gerichtsbarkeit in Malefizsachen. 1397 war ein Oswald von Velseck als Lehensträger von Burg und Gericht bekannt, der aber schon 1403 kinderlos verstarb.
Der Brixner Bischof Ulrich I. verlieh die Burg neu an Hans den Gfeller, Pfleger von Greifenstein und Stein am Ritten. Dieser nannte sich nun auch nach der Burg Hans von Velseck oder einfach Velsecker. Diese Linie starb 1470 mit Leonhard von Velseck, Pfleger zu Tiers, Hauptmann zu Bruneck, ab 1453 mit dem Gericht Tiers und der Burg Velseck belehnt und ab 1455 Kanzler von Tirol sowie Rat Herzog Sigmunds, ebenfalls aus. Die Neubelehnung der Burg an die Gfeller war jedoch nicht unumstritten, da es weibliche Nachkommen der ursprünglichen Herren von Tiers/Velseck gab. 1420 wurde deshalb in einer Klage der Enkel von einer Barbara von Velseck und Kindern eines Rudolf von Graben entschieden. Der Brixener Bischof Bertold von Bückelsburg, Herr über den Brixener Hochstiftsbesitz, entschied nicht allein, sondern mit einem Gremium, u. a. unter Beteiligung von Bartholomäus von Gufidaun und Oswald von Wolkenstein. In dem Schiedsspruch wurde die Forderung der Erben der weiblichen Linie zurückgewiesen und gleichzeitig der Lehensbrief für Hans von Velseck erneuert.
Mit dem Aussterben der Velsecker wurde das Lehen über Burg und Gericht in schneller Folge veräußert. 1470 an den Hauptmann von Bruneck, Hans Ramung von Rameck, der es an einen Leonhard von Weineck verkaufte; 1475 mit urkundlichem Lehensbrief an Kaspar von Völs, von diesem weiter an seine Söhne Leonhard (1501, † 1530) und Michael (1511, † 1528). Dieser verkaufte Burg und Gericht 1523 wieder an seinen Bruder Leonhard für 1500 Goldgulden und mit dem Recht auf Wiedereinlösung. 1525 im Jahr des Bauernkriegs beschwerten sich die Tierser Bauern, da derselbe ihnen das Recht auf die Tierser Alm genommen hatte.
Schon ab 1470 sollen Teile der Burg in die Geröllschlucht des Ritzbaches abgerutscht sein und so die Burg wohl nach und nach unbewohnt und dann zerfallen ist.
Anfang des 16. Jahrhunderts wurde dann von Michael von Völs, auch Melchior von Völs genannt, der Ansitz Neu-Velseck oder Ansitz Neuhaus erbaut; mit ihm wird die alte Burg nicht mehr genannt. In der Alten Landesbeschreibung von Tirol von Marx Sittich von Wolkenstein um 1600 wird die Burg nur noch als ein „altes zerfallens schloß oder purgstal bezeichnet“.
1650 kaufte Fürstbischof Anton Crosini von Bonporto dem Christoph Moritz von Völs-Colonna, ab 1638 zum Freiherr zu Völs, Herr zu Schenkenberg, Aicha und Velsegg ernannt und ab 1669 oberster Kammermeister des Fürststifts Brixen, das Tierser Gericht für 12.000 fl. ab. Gericht und Burgstall kehrten wieder in die Hände der Brixener Bischöfe zurück.

## Beschreibung
Vom ursprünglichen Aussehen der sicher nicht großen Burg ist nichts überliefert. Durch Hangrutschung wurden im 20. Jahrhundert Mauerreste im Westen des Burghügels freigelegt.
Davon ist zwischen Kapelle und neuem Ansitz der Rest des Burgbrunnens erhalten. Da die Kapelle außerhalb des Ansitzes liegt, kann davon ausgegangen werden, dass sie ursprünglich zur Burg gehörte.
Das Aussehen des sich zwischen dem ersten Nachweis von 1238 bis zum letztmaligen 1463 mehrfach geänderten Wappens der Edlen von Völsegg in Tiers findet sich in stilisierter Form im Wappen von Tiers wieder.

Wappen von Tiers, stilisiert das Wappen der Velsecker zeigend
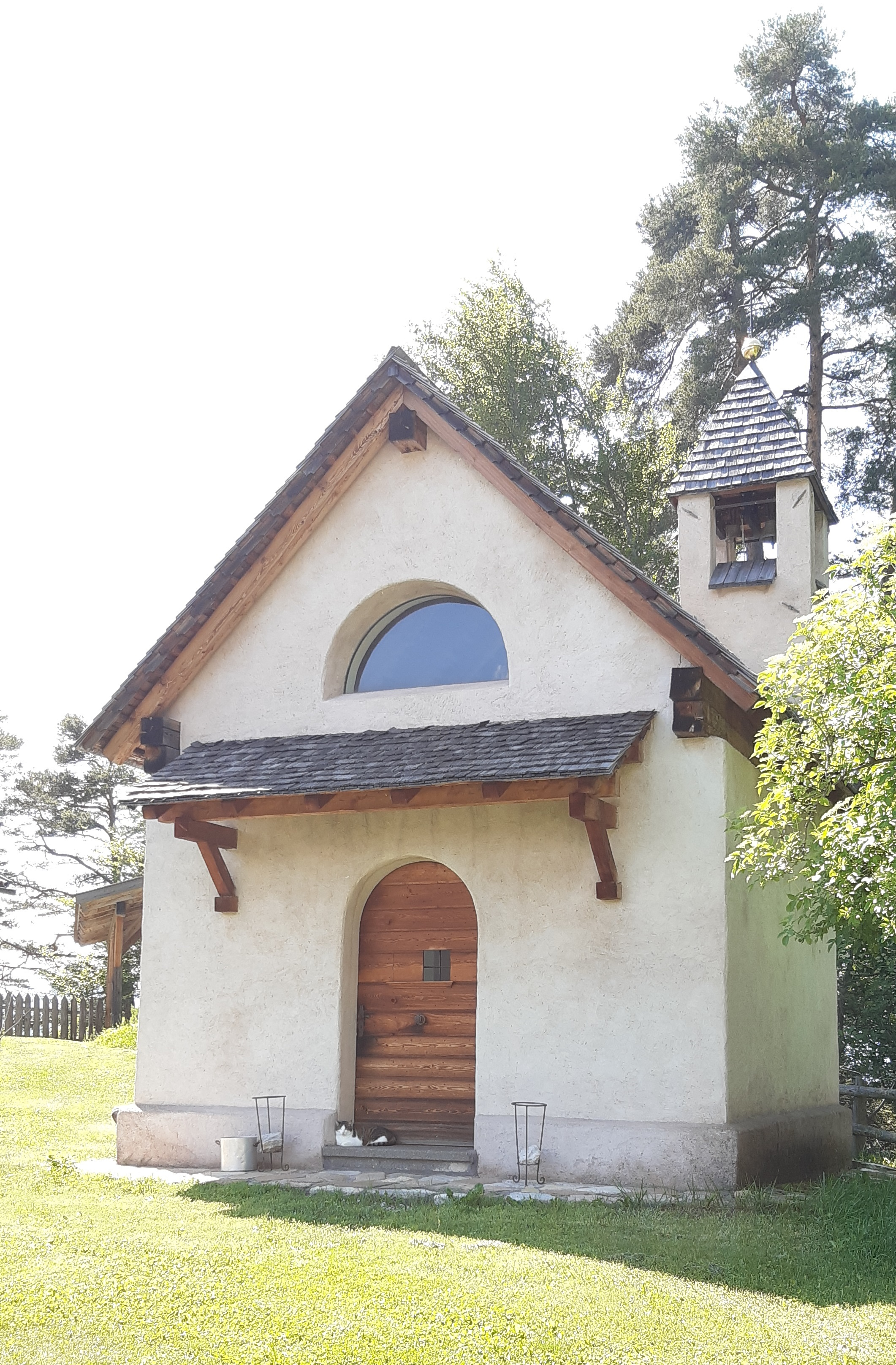
Die Kapelle des Anwesens
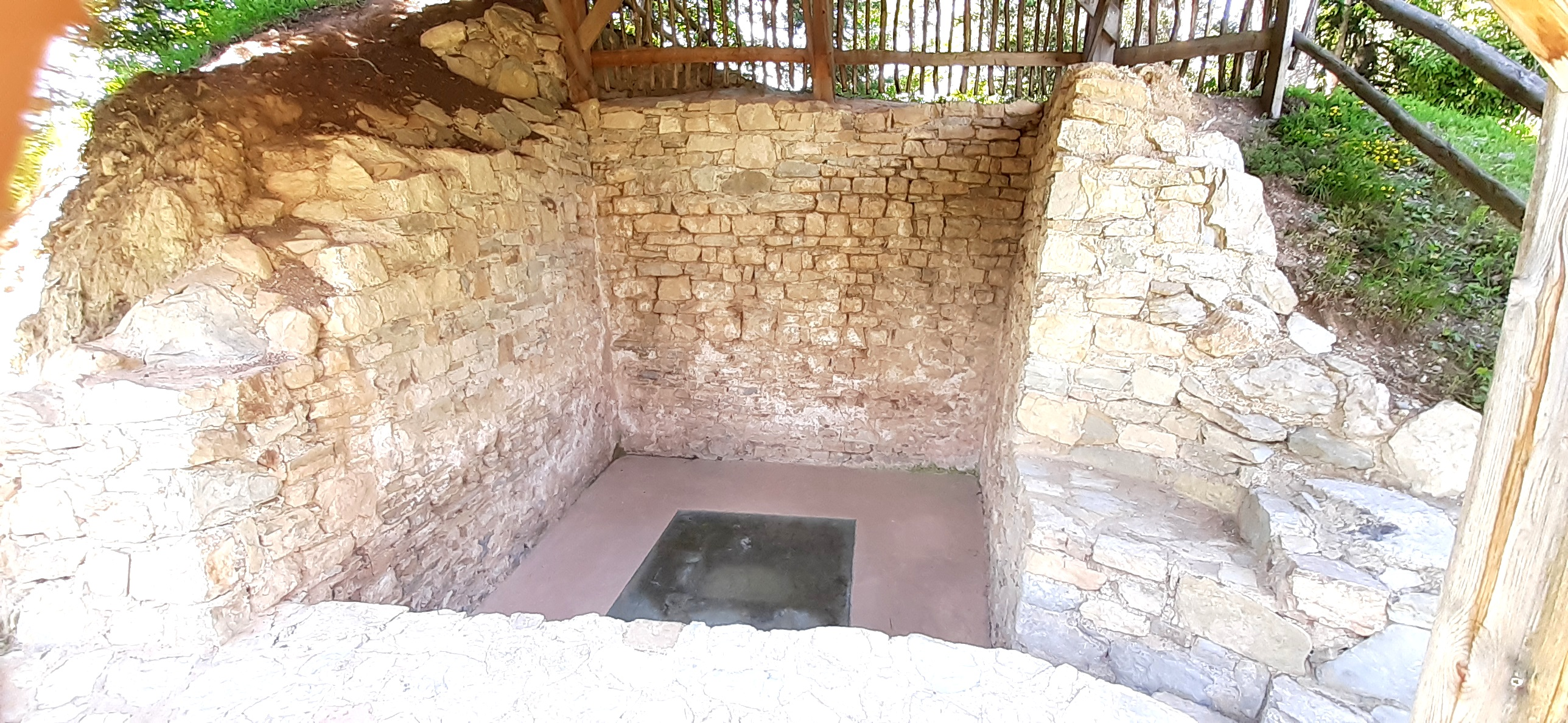
Burgbrunnen und kleinteilige Mauerreste (mittig) als einzige Zeugen der Burg Velseck

## Sagen
Die Burg gehört zur Gruppe der Burgen mit Sagen zur Schatzsuche nach dem Goldenen Kegelspiel. Unter der Burg soll ein goldenes Kegelspiel liegen, das jedoch nie gefunden wurde.
Eine weitere Sage berichtet vom Geist von Velseck, so dass Mägde und Knechte nie lange auf der Velseck geblieben wären. Nachts waren Reiter zu hören und täglich wäre ein fremder Mann in der Stube erschienen, der nie gesprochen hätte und verschwunden wäre, wie er gekommen. Ein zugelegter scharfer Wachhund wäre auf jeden Besucher losgegangen, hätte sich aber nie gerührt, wenn der Fremde erschienen wäre.